# The Sex Lives of College Girls
The Sex Lives of College Girls är en amerikansk komedi-  och dramaserie vars första säsong hade premiär den 18 november 2021. Första säsongen liksom den andra bestod av tio avsnitt. Seriens tredje säsong också den bestående av tio avsnitt har en planerad premiär till november 2023. Serien är skapad av Mindy Kaling och Justin Noble, som också skrivit seriens manus.

## Handling
Serien kretsar kring fyra studenter som är rumskamrater på det fiktiva Essex College i Vermont.

## Rollista i urval
- Pauline Chalamet - Kimberly Finkle
- Amrit Kaur - Bela Malhotra
- Reneé Rapp - Leighton Murray
- Alyah Chanelle Scott - Whitney Chase
- Gavin Leatherwood - Nico Murray
- Christopher Meyer - Canaan Greene
- Midori Francis - Alicia
- Mitchell Slaggert - Jackson
- Rob Huebel - Henry Murray
- Gillian Vigman - Mimi Murray
- Nicole Sullivan - Carol Finkle
- James Morosini - Dalton
- Stephen Guarino - Roger
- Sherri Shepherd - Evette Chase
- Vico Ortiz - Tova
- Gedde Watanabe - Professor Harpin